# Comuna de Czyże
Czyże (polaco: Gmina Czyże) é uma gminy (comuna) na Polónia, na voivodia de Podláquia e no condado de Hajnówka. A sede do condado é a cidade de Czyże.
De acordo com os censos de 2004, a comuna tem 2599 habitantes, com uma densidade 19,4 hab/km².

## Área
Estende-se por uma área de 134,2 km², incluindo:
- área agricola: 86%
- área florestal: 7%

## Demografia
Dados de 30 de Junho 2004:
|                      | Total   | Total | Mulheres | Mulheres | Homens  | Homens |
| -------------------- | ------- | ----- | -------- | -------- | ------- | ------ |
|                      | pessoas | %     | pessoas  | %        | pessoas | %      |
| População            | 2599    | 100   | 1315     | 50,6     | 1284    | 49,4   |
| Densidade (pop./km²) | 19,4    | 100   | 9,8      | 9,8      | 9,6     | 9,6    |

De acordo com dados de 2002, o rendimento médio per capita ascendia a 1107,67 zł.

## Subdivisões
- Czyże, Hukowicze, Kamień, Klejniki, Kojły, Kuraszewo, Lady, Leniewo, Łuszcze, Morze, Osówka, Podrzeczany, Rakowicze, Sapowo, Szostakowo, Wólka,  Zbucz.

## Comunas vizinhas
- Bielsk Podlaski, Dubicze Cerkiewne, Hajnówka, Narew, Orla